# مقاطعة كارتشي
كارتشي أو كارشي هي مقاطعة في الإكوادور والعاصمة هي تولكان .

## كانتونات
وتنقسم المقاطعة إلى 6 كانتونات:
- Bolívar
- Espejo

- Mira

- Montúfar

- San Pedro de Huaca
- Tulcán

## أعلام
- أوليسس دي لا كروز
- جوناثان كايسيدو
- فريدي كادينا
- بابلو مونيوث فيغا